# Acrobate pygmée
Pour les articles homonymes, voir Acrobate.
 (décembre 2024).
Genre
Espèce
Statut de conservation UICN

 LC  : Préoccupation mineure
Répartition géographique
L'Acrobate pygmée (Acrobates pygmaeus), appelé communément Marsupial volant pygmée, est une espèce de marsupiaux de la famille des Acrobatidae, présents dans l'est de l'Australie.

## Description
Il mesure 6,5 à 8 cm avec une queue de 7 à 8 cm et pèse 9 à 15 g. La queue de ce marsupial très agile est garnie de rangées de poils raides et sa surface alaire est grande par rapport à la longueur de ses membres. Il s'agrippe aux branches avec ses griffes acérées et s'accroche aux surfaces les plus lisses, même au verre, grâce aux gros coussinets qui garnissent ses doigts.

## Lieu de vie et habitat
Il vit en groupes dans les forêts tempérées et les forêts tropicales humides.

## Alimentation
Il recueille nectar, pollen et petits insectes dans les fleurs avec sa langue en forme de brosse.

## Galerie

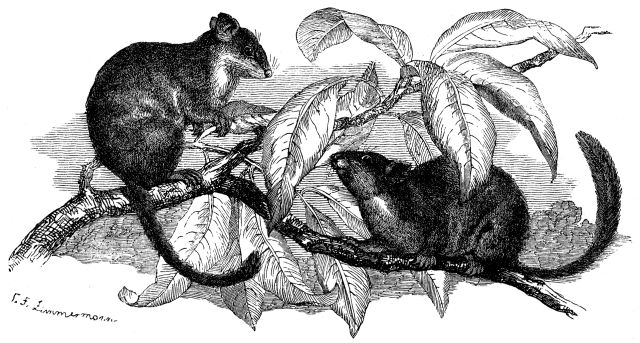